# Jesus-bevægelsen (bevægelse i 1. århundrede)
 For alternative betydninger, se Jesusbevægelsen (bevægelse i 20. århundrede).
Jesus-bevægelsen er nytestamentlige forskeres betegnelse for den første gruppe af tilhængere, der samledes omkring Jesus i det 1. århundrede, før kristendommen var etableret som en selvstændig religion, der var uafhængig af jødedommen – med andre ord: før Jesus-bevægelsen blev til kristendommen.
Udtrykket ”Jesus-bevægelsen” er relativt nyt. Det stammer fra den tyske teolog Gerd Theissen. Hans bog fra 1977 Soziologie der Jesus-bewegung (på dansk Jesus-overleveringen og dens sociale baggrund, 1979) har udløst en vedvarende debat om begrebet. Theissen definerer Jesus-bevægelsen som ”den af Jesus fremkaldte indrejødiske fornyelsesbevægelse i det syrisk-palæstinensiske område mellem ca. år 30 og ca. år 70.” 
Jesus-bevægelsen er altså defineret som en bevægelse, der endnu ikke har foretaget det endelige brud med jødedommen. Bevægelsen forstod sig selv som en del af jødedommen med dens begreber, dens autoriteter (f.eks. Moseloven) og dens traditioner.
Blandt nytestamentlige forskere er der forskellige meninger om, hvornår Jesus-bevægelsen skilte sig ud fra jødedommen og blev til kristendommen. Nogle mener, at bruddet skete i forbindelse med Jesu død omkring år 32. Her skete der efter deres mening en omfortolkning af hans mission. Før hans død blev Jesus set som en jødisk Messias, hvis formål var at bringe budskabet om et nyt rige – Guds rige. Gud ville snart gribe ind i verden og styrte de onde magter, der styrede den. Men med Jesu død blev hans mission omfortolket. Nu var hans formål at være frelseren, at være ham der måtte lide og dø som et offer for verdens synder, og som opstod fra de døde. Det nederlag, der skete med Jesu død, blev således vendt til at være et fundament for en ny religion.
Gerd Theissen sætter bruddet til ca. år 70. Først efter jødernes nederlag i krigen mod romerne (66-70) udviklede Jesus-bevægelsen sig til at blive en selvstændig religion i forhold til jødedommen. Før den tid havde den konkurreret med andre bevægelser inden for jødedommen, men efter år 70 sejrede farisæismen i Palæstina, og Jesus-bevægelsen led nederlag. Først da udskilte Jesus-bevægelsen sig fra jødedommen og blev til kristendommen.
Jesus-bevægelsens nederlag i Palæstina hang sammen med, at den havde åbnet sig for andre folkeslag end jødefolket (for ”hedningerne”). Den accepterede ikke-jøder i bevægelsen. Jesus-bevægelsens missionsvirksomhed blandt hedningerne betød, at de andre folkeslag blev ligestillet med jøderne. Dermed tog den grunden væk under jødedommen og dens identitet, og det vakte modvilje hos de jødiske ledere.